# سید محمود موسوی دهسرخی
سید محمود موسوی دهسرخی (زاده ۱۳۰۷) از مجتهدین حدیث گرا و تجدد گریز شیعه بود.

## زندگینامه
او در سال ۱۳۰۷ در روستای دهسرخ از توابع شهرستان مبارکه اصفهان در خانواده‌ای مذهبی دیده به جهان گشودند و در اوایل کودکی پدرشان را از دست دادند و با مادر خود زندگی می‌کردند وی پس از طی مقدمات تحصیل در اصفهان و قم عازم نجف گردید. باچهار نفر که وی و مادر وخانوادشان بودند وارد نجف شدند ودوسال در یک اتاق اجاره‌ای زندگی کردند و پس از ان یک منزل سی وشش متری اجاره کردند و در این منزل بودند تا آنزمان که وی را از عراق بیرون کردند. در ابتدا به همراه سید محمد حسینی هرندی نزد وکیل سید حسین طباطبایی بروجردی رفتند وبا کمک وی روزی سه قرص نان برایشان تهیه شد و همچنین نزد احمد زاهد اصفهانی رفتند ونزد وی شرح نظام راخواندند. استادان وی در دروس سطوح حوزه عبارتند از: محمد باقر ناصری عباس مهری، غلامرضا باقری، محمد علی سرابی، سید اسدالله مدنی، صدرا بادکوبی، مجتبی لنکرانی و آیت‌الله فانی. وهمچنین استادان در درس خارج فقه: آیت‌الله فانی حاج آقا رضا همدانی حسن یزدی باعثی سید ابوالقاسم خویی، سید محسن حکیم، سید عبدالهادی شیرازی. ودر درس خارج اصول: سید ابوالقاسم خویی، که پانزه سال بوده‌است. و در علم کلام نیز فاضل قائنی از استادان او در نجف بود. و پس از آن به شهر قم مهاجرت کردنند و در نزدیکی حرم فاطمه معصومه در منزلی قدیمی ساکن شدند و بیش از چهل سال زندگی عارفانه و زاهدانه خود را که همراه با تدریس و تحقیق و تألیف کتب ارزنده دینی بود ادامه دادند و منزل وی محل رفت‌وآمد دوستان و طلاب و روحانیون بود و در محضر وی کسب معارف می‌کردند. از جمله تألیفات او می‌توان کتاب «مفتاح الکتب الاربعه» را نام برد.  و از دیگر تألیفات دهسرخی کتاب «رمز المصیبه» است این کتاب در سال ۱۴۱۲ قمری به چاپ رسید و از دیگر تألیفاتی که از او وجود دارد می‌توان کتاب‌های: یاتی علی الناس زمان معجم الملاحم والفتن، ایضاح الطریقه، ترجمه سراج المبتدئین، مفاتیح الصحه، رمز الجلی، رمز الصحه، النساء فی الاسلام، کشکول موسوی دهسرخی، هدایه الطالبین، الجمان الحسان فی احکام القران، خلاصه المفتاح و… را نام برد.
وی در بامداد روز یکشنبه نهم ربیع‌الاول سال۱۴۳۲ هجری قمری در سن ۸۶ سالگی درگذشت و در حرم حضرت معصومه در صحن عتیق به خاک سپرده شد.

## پی‌نوشت
1. ↑  «آیت‌الله موسوی دهسرخی درگذشت». تابناک. ۲۴ بهمن ۱۳۸۹.
2. ↑  «آیه الله سید محمود موسوی دهسرخی (ره) محدثی گمنام و محققی بی نام /سید محمد رضوی». وبگاه کتابخانه مجلس. بایگانی‌شده از اصلی در ۹ ژانویه ۲۰۱۴.
3. ↑  «آیت الله موسوی دهسرخی درگذشت». روزنامه جمهوری اسلامی. ۲۵ بهمن ۱۳۸۹. بایگانی‌شده از اصلی در ۲۲ آوریل ۲۰۱۲.
4. ↑  «آیت‌الله سید محمد موسوی دهسرخی دار فانی را وداع گفت + زندگینامه». شیعه نیوز. بایگانی‌شده از اصلی در ۹ ژانویه ۲۰۱۴.